# Lucas Romero
Lucas Daniel Romero (Loma Hermosa, Argentina, 18 de abril de 1994) es un futbolista argentino. Se desempeña como mediocentro defensivo, o también de centrocampista. Su equipo actual es el Cruzeiro Esporte Clube del Campeonato Brasileño de Serie A.

## Trayectoria
Debutó en primera división el 9 de septiembre de 2012, a los 18 años, en un partido del Torneo Inicial 2012 de su equipo Vélez Sarsfield frente al Club Estudiantes de La Plata con empate 0 a 0 y cumpliendo una digna actuación. Un partido más tarde frente al Club Atlético River Plate jugaría de forma excepcional, ganándose un hueco en el corazón de la hinchada velezana.

## Selección nacional
Si bien hasta el momento no ha sido convocado nunca a la Selección mayor, sí estuvo en los planes de Alejandro Sabella de cara a la Copa Mundial de 2014, aunque luego no terminó siendo incluido en la lista preliminar para dicho torneo.

### Sub-20
Formó parte del proceso de cara al Campeonato Sudamericano Sub-20 de 2013, torneo al que finalmente fue convocado en diciembre de 2012 por el entrenador Marcelo Trobbiani y en el que Argentina ni siquiera pudo avanzar a la segunda ronda del torneo que organizó.

### Sub-23
Siendo ya jugador del Cruzeiro jugó los Juegos Olímpicos de Río de Janeiro 2016. En dicho certamen, en el cual Argentina llegó diezmada por los problemas organizativos de parte de la AFA también se despidió tempranamente al no poder superar la fase de grupos.

## Estadísticas

### Clubes
Actualizado hasta su último partido disputado el 13 de julio de 2025.
| Club                            | Div.          | Temporada     | Liga  | Liga  | Liga   | Copas nacionales | Copas nacionales | Copas nacionales | Torneos internacionales | Torneos internacionales | Torneos internacionales | Total | Total | Total  |
| Club                            | Div.          | Temporada     | Part. | Goles | Asist. | Part.            | Goles            | Asist.           | Part.                   | Goles                   | Asist.                  | Part. | Goles | Asist. |
| ------------------------------- | ------------- | ------------- | ----- | ----- | ------ | ---------------- | ---------------- | ---------------- | ----------------------- | ----------------------- | ----------------------- | ----- | ----- | ------ |
| C. A. Vélez Sársfield Argentina | 1.ª           | 2012-13       | 27    | 1     | 0      | —                | —                | —                | 5                       | 1                       | 0                       | 32    | 2     | 0      |
| C. A. Vélez Sársfield Argentina | 1.ª           | 2013-14       | 27    | 0     | 1      | 1                | 0                | 0                | 10                      | 0                       | 3                       | 38    | 0     | 4      |
| C. A. Vélez Sársfield Argentina | 1.ª           | 2014          | 16    | 1     | 0      | 1                | 0                | 0                | —                       | —                       | —                       | 17    | 1     | 0      |
| C. A. Vélez Sársfield Argentina | 1.ª           | 2015          | 20    | 0     | 1      | 2                | 0                | 0                | —                       | —                       | —                       | 22    | 0     | 1      |
| C. A. Vélez Sársfield Argentina | Total club    | Total club    | 90    | 2     | 2      | 4                | 0                | 0                | 15                      | 1                       | 3                       | 109   | 3     | 5      |
| Cruzeiro E. C. · Brasil         | 1.ª           | 2016          | 24    | 0     | 0      | 15               | 1                | 0                | —                       | —                       | —                       | 39    | 1     | 0      |
| Cruzeiro E. C. · Brasil         | 1.ª           | 2017          | 29    | 2     | 2      | 9                | 0                | 1                | —                       | —                       | —                       | 38    | 2     | 3      |
| Cruzeiro E. C. · Brasil         | 1.ª           | 2018          | 23    | 0     | 0      | 14               | 0                | 0                | 6                       | 0                       | 1                       | 43    | 0     | 1      |
| Cruzeiro E. C. · Brasil         | 1.ª           | 2019          | 8     | 0     | 0      | 15               | 0                | 0                | 6                       | 0                       | 0                       | 29    | 0     | 0      |
| C. A. Independiente Argentina   | 1.ª           | 2019-20       | 19    | 0     | 0      | 3                | 0                | 0                | 2                       | 0                       | 0                       | 24    | 0     | 0      |
| C. A. Independiente Argentina   | 1.ª           | 2020-21       | —     | —     | —      | 9                | 1                | 2                | 5                       | 0                       | 0                       | 14    | 1     | 2      |
| C. A. Independiente Argentina   | 1.ª           | 2021          | 20    | 1     | 0      | 11               | 0                | 3                | 7                       | 0                       | 0                       | 38    | 1     | 3      |
| C. A. Independiente Argentina   | 1.ª           | 2022          | 21    | 3     | 2      | 15               | 0                | 3                | 5                       | 0                       | 1                       | 41    | 3     | 6      |
| C. A. Independiente Argentina   | Total club    | Total club    | 60    | 4     | 2      | 38               | 1                | 8                | 19                      | 0                       | 1                       | 117   | 5     | 11     |
| Club León · México              | 1.ª           | C-2023        | 16    | 0     | 1      | —                | —                | —                | 8                       | 0                       | 1                       | 24    | 0     | 2      |
| Club León · México              | 1.ª           | A-2023        | 16    | 0     | 1      | ―                | ―                | ―                | 4                       | 0                       | 0                       | 20    | 0     | 1      |
| Club León · México              | Total club    | Total club    | 32    | 0     | 2      | 0                | 0                | 0                | 12                      | 0                       | 1                       | 44    | 0     | 3      |
| Cruzeiro E. C. · Brasil         | 1.ª           | 2024          | 33    | 0     | 2      | 10               | 0                | 0                | 12                      | 1                       | 0                       | 55    | 1     | 2      |
| Cruzeiro E. C. · Brasil         | 1.ª           | 2025          | 12    | 1     | 2      | 9                | 1                | 1                | 5                       | 0                       | 0                       | 26    | 2     | 3      |
| Cruzeiro E. C. · Brasil         | Total club    | Total club    | 129   | 3     | 6      | 62               | 2                | 2                | 29                      | 1                       | 1                       | 230   | 6     | 9      |
| Total carrera                   | Total carrera | Total carrera | 309   | 9     | 12     | 114              | 3                | 10               | 65                      | 1                       | 6                       | 500   | 14    | 28     |
| 1. 2.                           |               |               |       |       |        |                  |                  |                  |                         |                         |                         |       |       |        |

## Palmarés

### Campeonatos estatales
| Título             | Club           | Estado       | Año  |
| ------------------ | -------------- | ------------ | ---- |
| Campeonato Mineiro | Cruzeiro E. C. | Minas Gerais | 2018 |
| Campeonato Mineiro | Cruzeiro E. C. | Minas Gerais | 2019 |

### Campeonatos nacionales
| Título              | Club                  | País      | Año     |
| ------------------- | --------------------- | --------- | ------- |
| Primera División    | C. A. Vélez Sarsfield | Argentina | I-2012  |
| Primera División    | C. A. Vélez Sarsfield | Argentina | 2012-13 |
| Supercopa Argentina | C. A. Vélez Sarsfield | Argentina | 2013    |
| Copa de Brasil      | Cruzeiro E. C.        | Brasil    | 2017    |
| Copa de Brasil      | Cruzeiro E. C.        | Brasil    | 2018    |

### Campeonatos internacionales
| Título                           | Club      | Sede        | Año  |
| -------------------------------- | --------- | ----------- | ---- |
| Liga de Campeones de la Concacaf | Club León | Los Ángeles | 2023 |